# Raúl Alpizar
Raúl Alpizar Aguilera (Ciudad de México, México 1 de febrero de 1977), es un entrenador y exfutbolista mexicano que se desempeñaba como defensa. Director de Fuerzas Básicas de los Pumas de la UNAM de la Liga MX. 

## Trayectoria
Joven lateral derecho natural, que también se desempeñaba como contención o defensa central si era requerido. Participando en el torneo inter prepas con la selección de fútbol de la ENP 4 fue visoreado por elementos del Club Universidad, debutó con el Club Universidad Nacional apoyado por Rafael Amador y desde 1999 hasta 2002 fue constante en las alineaciones. Una lesión lo hace perder la continuidad en el primer equipo. Para el Apertura 2003 es prestado al Querétaro F.C. donde tiene cierta regularidad, sin lograr la titularidad. Ante la desaparición de los Gallos Blancos con la reducción a 18 equipos, para el Apertura 2004 llega al Puebla F.C..

### Clubes
| Club                      | País                | Año         | Partidos | Goles | Media |
| ------------------------- | ------------------- | ----------- | -------- | ----- | ----- |
| Club Universidad Nacional | México              | 1997 - 2002 | 78       | 0     | 0     |
| Querétaro Fútbol Club     | México              | 2003 - 2004 | 30       | 0     | 0     |
| Puebla Fútbol Club        | México              | 2004 - 2005 | 18       | 0     | 0     |
| Lobos de la BUAP          | México              | 2005 - 2007 | 50       | 2     | 0.04  |
| Total en su carrera       | Total en su carrera | 1997 - 2007 | 176      | 2     | 0.01  |

Y actualmente tiene una hija y es directora de los pumas

## Selección nacional
Su primer llamado a la Selección Mexicana, fue durante la Copa USA 2000, siendo Hugo Sánchez el encargado de llevar la dirección en dicha competencia, llamada comando puma esto porque los Pumas de la UNAM, fueron designados para disputar los encuentros de dicho evento. 

### Participaciones en fases finales
| Competición   | Categoría | Sede           | Resultado    | Partidos |
| ------------- | --------- | -------------- | ------------ | -------- |
| Copa USA 2000 | Absoluta  | Estados Unidos | Tercer lugar | 3        |
| Total         | –         | –              | –            | 3        |

### Partidos internacionales
| # | Fecha               | Rival          | Sede         | Estadio                       | Resultado | Competición   |
| - | ------------------- | -------------- | ------------ | ----------------------------- | --------- | ------------- |
| 1 | 4 de junio de 2000  | Irlanda        | Nueva Jersey | Memorial Stadium              | 2 - 2     | Copa USA 2000 |
| 2 | 6 de junio de 2000  | Sudáfrica      | Los Ángeles  | Los Angeles Memorial Coliseum | 4 - 2     | Copa USA 2000 |
| 3 | 11 de junio de 2000 | Estados Unidos | Los Ángeles  | Los Angeles Memorial Coliseum | 0 - 3     | Copa USA 2000 |